# Алиев, Эльчин (борец)
Эльчин Алиев (азерб. Elçin Əliyev, род. 26 апреля 1990) — азербайджанский и турецкий борец греко-римского стиля, член национальной сборной Азербайджана. Чемпион Европы 2010 и 2012 годов, серебряный призёр чемпионата Европы 2013 в весе 55 кг. Выступает за бакинский клуб «Интер Пик». Борьбой занимается с 2001 года. Личный тренер — Абульфат Мамедов. В 2015 году сменил гражданство и выступает за сборную Турции по борьбе. 